# Kachelotplate
Kachelotplate er et Højsand, beliggende i den nierdersaksiske del af Nordsøen, det er kun muligt at nå den pr. båd. Allerede i 1840 fremgår den af et landkort fra regionen. Den befinder sig cirka fem kilometer sydvest for øen Juist, cirka tre kilometer vest for fugleøen Memmert og omkring syv kilometer nordøst for øen Borkum.
Mellem 2000 og 2005 bevægede den sig langsomt i retning mod Memmert.
Navnet er en afledning af den franske ord cachalot for Kaskelothval.
I 2013 var klitterne tre meter høje og højsandet blev klassificeret som en ø, idet det måtte antages at den var permanent.
- Kachelotplate i maj 2007 med en flok gråsæler
- Kachelotplate på et søkort over Tyske Bugt fra 1881